# VIRGOHI21
VIRGOHI21 és un halo galàctic de matèria fosca situat al cúmul de la Verge, a 60 milions d'anys llum de la Via Làctia. Va ser descobert mitjançant estudis de l'hidrogen neutre en el cúmul, tenint una massa entre 100 milions i 10.000 milions de masses solars. D'aquesta massa, només la centèsima part està en la forma de gas.
Aquest objecte no sembla tenir estels, o si els té són molt escassos; un estudi del Telescopi Espacial Hubble únicament va trobar 119 estels gegants vermells.
VIRGOHI21 sembla haver interactuat amb la galàxia M 99, que és la responsable de la peculiar forma d'un dels seus braços.
Tanmateix, altres autors pensen que la seva existència és dubtosa i que ha estat una altra galàxia la responsable de l'aspecte de la galàxia M 99, VIRGO HI21 és simplement les restes de la trobada entre les dues.